# 4月30日 (旧暦)
旧暦4月30日は旧暦4月の30日目である。年によっては4月の最終日となる。六曜は先負である。

## できごと
- 文治5年（ユリウス暦1189年6月15日） - 衣川合戦。源義経追捕の宣旨により藤原泰衡が衣川の館を襲う。源義経は自害（閏4月）
- 元亀元年（ユリウス暦1570年6月3日） - 越前の朝倉義景討伐中の織田信長が、近江の浅井長政の離叛のため越前から撤退

## 忌日
- 文治5年（ユリウス暦1189年5月17日） - 源義経、武将（* 1159年）
- 延文3年/正平13年（ユリウス暦1358年6月7日） - 足利尊氏、室町幕府初代将軍（* 1305年）
- 寛永7年（グレゴリオ暦1630年6月10日） - 織田信雄、武将・織田信長の次男（* 1558年）
- 享保元年（グレゴリオ暦1716年6月19日） - 徳川家継、江戸幕府7代将軍（* 1709年）